# GIRL FRIEND (藤井フミヤの曲)
「GIRLFRIEND」（ガール・フレンド）は藤井フミヤ9枚目シングル。1996年4月22日ポニーキャニオンからリリースされた。

## 概要
「GIRLFRIEND」は日立マクセル「MD」CMソング。
「Hello my tears」はMoMA（ニューヨーク近代美術館展）テーマソング。

## 収録曲
1. GIRL FRIEND (3:57)
作詞：藤井フミヤ、作曲：古賀森男、編曲：KUDO・富田素弘
2. Hello my tears (3:56)
作詞：藤井フミヤ、作曲：藤井尚之、編曲：小森茂生
3. GIRL FRIEND (INSTRUMENTAL) (3:57)
4. Hello my tears (INSTRUMENTAL) (3:54)

## 収録アルバム
- TEARS (#1)
- STANDARD (#2)
- シングルス (#1)